# Gretel Beer
Gretel Beer, geborene Margaret Weidenfeld (* 11. Juli 1921 in Wien; † 11. August 2010 in Deal, England) war eine österreichisch-englische Autorin. Sie verbrachte ihre Jugend in Österreich und wurde nach ihrer vom NS-Regime erzwungenen Emigration in England bekannte Autorin von Kochbüchern und Reiseberichten. Sie fungierte als Women's Page Editor der Londoner Tageszeitung The Daily Telegraph.

## Leben

### Kindheit und Jugend in Österreich
Beer wurde in die jüdische Wiener Familie Weidenfeld geboren. Sie wurde vor allem von ihrer Tante Olga Springer (Bechin, Böhmen 1879–1942 Vernichtungslager Maly Trostinez) erzogen. Die Witwe eines Arztes, die 1937 im 9. Wiener Gemeindebezirk, Porzellangasse 45, wohnte, sprang ein, weil Gretels Mutter Regina („Gina“)  Weidenfeld geb. Pisk 1927 in Gänserndorf, Niederösterreich, starb, als Margaret erst sechs Jahre alt war, und weil ihr Vater, Dionys („Duny“) Weidenfeld, dessen Vorfahren aus Wiznitz, Bukowina (bis 1918 österreichisch),  stammten, keinen Haushalt führte. (An der Porzellangasse verbrachten bis 1938 Eric Pleskow und Ari Rath ihre Kindheit, wie sie 2011 / 2012 in einer ORF-Fernsehsendung mitteilten.)
Nach dem Besuch der Volksschule im niederösterreichischen Marchegg an der Ostgrenze des Landes besuchte sie die Bundesrealschule Vereinsgasse, eine höhere Lehranstalt im 2. Wiener Gemeindebezirk, wo viele jüdische Wiener lebten. Im Frühjahr 1938 musste sie mit 48 anderen Schülerinnen und Schülern auf Grund ihrer jüdischen Herkunft die Schule verlassen und anderswo in Wien eine Judenklasse besuchen. In der Eingangshalle des heutigen Bundesrealgymnasiums Vereinsgasse erinnert seit 1989 eine Gedenktafel an die Vertreibung dieser Schülerinnen und Schüler.

### Flucht und Neubeginn in England
Gretels Vater, der es nach London geschafft hatte, erreichte dort, dass sie das Dritte Reich 1939 mit einem Kindertransport verlassen konnte, der von britischen Nichtregierungsorganisationen organisiert wurde. Im März 1939 kam sie in Harwich an und arbeitete vorerst in verschiedenen Berufen.
1943 heiratete sie den späteren Rechtsanwalt Dr. Johann (Hans) Beer (geb. 4. Mai 1916 in Wien), dessen Vater Oskar Beer seine Kanzlei 1937 im 6. Bezirk, Gumpendorfer Straße 77, hatte und bis 1938 mit Hans im 13. Bezirk, Hietzinger Hauptstraße 38c, wohnte. Hans Beer hatte bis zum achten Semester an der Universität Wien studieren können, vollendete sein Studium in London und konnte später als britischer Anwalt arbeiten; das Paar wohnte dann in einem Appartement in Gray’s Inn, dem Quartier einer englischen Anwaltskammer in  London, und in einem Landhaus in Deal (Kent) an der britischen Kanalküste.

### Erfolgreiche Autorin
Gretel Beer arbeitete in Werbung und Public Relations. Nach dem Zweiten Weltkrieg wurde sie mit Kochbüchern erfolgreich und durch ihre journalistische Arbeit, vor allem für den Daily Telegraph und die englische Ausgabe der Modezeitschrift Vogue. Sie reiste nun mindestens einmal im Jahr nach Österreich und bewahrte das typische Wiener Deutsch.

### Familie
Hans Beer starb 1981 im Landhaus in Deal, als er, im Rollstuhl sitzend, einem ausbrechenden Feuer nicht mehr entkommen konnte.
Gretels Cousin war George Weidenfeld (1919–2016), ebenfalls in Wien aufgewachsen und als Publizist und Verleger geadelt.

## Werke
- Ice Cream Dishes, 1952
- Sandwiches for Parties and Picnics, 1953
- Classic Austrian Cooking, 1954
- Austrian Cooking, André Deutsch, London 1959 
  - deutsche  Übersetzung (von Annemarie Weber): So kocht man in Österreich. Gerd Hatje, Stuttgart 1959
- The Diabetic Gourmet, 1974 (Deutsch: Feinscheckerküche für den Diabetiker)
- Austrian Cooking and Baking, 1975
- Exploring Rural Austria, 1990
- Eating Out in Austria, 1992
- A Little Hungarian Cookbook, 1993
- The QE2 Cookbook, 1999
- Austria
- The Sunday Express Cookbook
- Wieden (= Wien auf Polnisch), von Fred Mawer, Gretel Beer, Deirdre Coffey, Rosemary Bircz, Caroline Bugler; Hachette Polska, Warschau 2009